# Renault Talisman (Konzeptfahrzeug)
Der Renault Talisman war ein Konzeptfahrzeug der Firma Renault und wurde auf dem Genfer Auto-Salon 2001 präsentiert. Konzipiert wurde es von Patrick le Quément.

## Motor
Angetrieben wird der Talisman von einem V8-Motor mit einem Hubraum von 4494 cm³, der den Wagen bis auf 250 km/h (elektronisch abgeregelt) beschleunigt. Das Fahrzeug verfügt über ein 6-Gang-Automatikgetriebe mit Overdrive und Impulsschaltung, das die Antriebskraft an die Hinterräder abgibt. Die Michelin-PAX-Reifen des Wagens haben Notlaufeigenschaften. Ein Heckdiffusor und Bremsscheiben mit einem Durchmesser von 380 mm sorgen auch bei höheren Geschwindigkeiten für Sicherheit und ausreichende Verzögerung.

## Innovation
Das Designkonzept des Talisman folgt einer rundlichen Form. In den Innenraum gelangt man auf beiden Seiten durch 2450 mm breite Flügeltüren, die ausschließlich per Knopfdruck auf einer Chipkarte elektrohydraulisch nach oben schwingen. Aufgrund des Flügeltürenkonzepts entfällt die B-Säule, wodurch der Zustieg in den Fond erleichtert wird. Die vier Sitze sind auf Gestellen aus kohlenstofffaserverstärktem Kunststoff mit rotem Leder bezogen. Die Höhe der fest eingebauten Bestuhlung lässt sich durch Sitzkissen variieren, die Position von Armaturen und Pedalerie kann mittels Elektromotoren der Statur des Fahrers angepasst werden. Die Rundinstrumente entsprechen dem Touch-Design von Renault.